# Alkyoniden (Inselgruppe)
Die Alkyoniden (griechisch Αλκυονίδες Alkyonides (f. pl.), auch griechisch Καλά Νησιά Kalá Nisiá ‚schöne Inseln‘) sind eine Inselgruppe im Korinthischen Golf, die aus vier kleinen Inseln besteht. Sie gehören zu der Gemeinde Loutraki-Perachora-Agii Theodori in der griechischen Region Peloponnes.
Ihren Namen tragen die Inseln nach den Alkyoniden der griechischen Mythologie (altgriechisch ᾿Αλκυονίδες), mythischen Töchtern das Alkyoneus, die sich ins Meer gestürzt haben sollen.
Die relativ flachen Felseninseln sind nur spärlich bewachsen. Offenbar waren sie in antiker Zeit besiedelt, wenn auch nicht dauerhaft. So fanden sich auf Daskalio und Zoodochos Pigi Tonscherben und Mauerreste aus antiker Zeit. Auf Zoodochos Pigi hat sich ein Kloster zur lebenspendenden Quelle aus dem 12. Jahrhundert erhalten, das noch bewohnt ist. Die griechische Volkszählung 2001 wies neun Bewohner der Inseln aus.

## Die einzelnen Inseln
| Name           | griechischer Name      | Fläche km² | Lage                        |
| -------------- | ---------------------- | ---------- | --------------------------- |
| Prasonisi      | Πρασονήσι (n. sg.)     |            | 38° 6′ 50″ N, 22° 58′ 29″ O |
| Glaronisi      | Γλαρονήσι (n. sg.)     | 0,1        | 38° 6′ 40″ N, 22° 58′ 50″ O |
| Daskalio       | Δασκαλειό (n. sg.)     | 0,218      | 38° 7′ 17″ N, 22° 59′ 0″ O  |
| Zoodochos Pigi | Ζωοδόχος Πηγή (f. sg.) | 0,702      | 38° 6′ 48″ N, 22° 59′ 39″ O |